# Rozkopaný rybník
Rozkopaný rybník, též zvaný Černý, je malý rybník v areálu borovicového arboreta Sofronka v údolí Merán při severním okraji města Plzně. Své nynější jméno získal podle hráze částečně rozkopané při zalesňování.

## Vodní režim
Rybník leží na bezejmenném bažinatém levostranném přítoku Boleveckého potoka. Lesnatost povodí činí 100 %.

## Přístup
V současnosti je rybník oplocen a není běžně přístupný, jeho význam je spíše retenční a krajinotvorný.

## Historie
Rybník byl nově zřízen (současně s obnovením sousedního Vydymáčku) před druhou světovou válkou na místě zaniklého historického rybníka nájemcem Boleveckých rybníků J. Mráčkem a porybným V. Baštýřem. Tím původním rybníkem byl pravděpodobně Beroun ze středověké rybniční soustavy, který je v této lokalitě uváděn v tereziánském katastru a o němž pochází poslední zpráva z roku 1670.

## Ochrana přírody
Je zajímavý výskytem typické vodní květeny. Nad východním břehem rybníka je přírodní památka Doubí se zbytkem původní borové doubravy se skupinou dvousetletých dubů.